# Ignacio Medina y Fernández de Córdoba
Ignacio Medina y Fernández de Córdoba (Sevilla, España, 27 de febrero de 1947) es un noble español que posee el título de duque de Segorbe, concretamente es el xix duque de Segorbe. En el ámbito profesional, dirigió el proyecto de recuperación de parte del barrio de San Bartolomé de Sevilla, con la creación del hotel Las Casas de la Judería. Actualmente dirige las obras de restauración, rehabilitación y decoración del palacio Casa de Pilatos.

## Biografía
Ignacio Medina y Fernández de Córdoba nació en la ciudad de Sevilla el 23 de febrero de 1947. Es hijo de Rafael Medina y Vilallonga, y de la duquesa de Medinaceli y duquesa de Segorbe, Victoria Eugenia Fernández de Córdoba.
En las décadas de 1970 y 1980, Ignacio Medina y Fernández de Córdoba será el impulsor de una gran cantidad de iniciativas que buscaban como fin la restauración de los edificios antiguos de Sevilla.
En 1976 se casará y se divorciará en el mismo año con la diseñadora bilbaína María de las Mercedes Maier y Allende (1945-2010). Más adelante, en 1985 se casará con su esposa actual, la princesa María de la Gloria de Orleans-Braganza, con quien tendrá dos hijas: Sol María Blanca de Medina y Orleans-Braganza, condesa de Ampurias y Ana Luna de Medina y Orleans-Braganza, condesa de Ricla.
Preside la fundación Casa Ducal de Medinaceli, que data de 1980 y cuyo fin es la de conservar las vastas propiedades de la casa noble de Medinaceli. El vicepresidente de la Fundación era su sobrino y duque de Medinaceli Marco de Hohenlohe-Langenburg y Medina hasta su fallecimiento en 2016. Aunque también han realizado en muchas ocasiones donaciones temporales a las autoridades locales de algunas propiedades, como es el caso de la Torre de Torés, que fue cedida al Concejo de As Nogais por 25 años.
En 2012 una de sus propiedades, el hotel Palacio de Moratalla, sufrió un asalto reivindicativo y posterior ocupación dirigida por Juan Manuel Sánchez Gordillo. Este hecho le ocasionó algunos problemas al duque, pues el Ministerio del Interior lo acusó de tener una actitud "connivente" hacia los asaltantes. El duque debió hacer frente a las acusaciones a las que él calificó de calumnias.
Su madre le entregó por distribución en vida los 32 Títulos Nobiliarios de la Casa Medinaceli que no tienen Grandeza. Y como tal aparecen solicitados en el B.O.E. del 24 de febrero de 2015 y 23 de marzo de 2015.

### Instituciones de las que es miembro
- Fundación Casa de Medinaceli: Presidente
- Real Academia de la Historia: Académico
- Real Academia Sevillana de Buenas Letras: Académico
- Asociación de Defensa del Patrimonio Save Europe: Vicepresidente
- The Fine Arts Museum of San Francisco: Miembro del consejo
- Fundación Mapfre-Estudios: Miembro
- Patronato del Instituto de Estudios Iberoamericanos de Argentina: Miembro del consejo internacional
- Venetian Heritage: Miembro
- Real Fundación de Toledo: Miembro
- Advisory Board de la Hispanic Society of America: Miembro

## Obras
Muchos de sus trabajos se han basado en la restauración de Patrimonio cultural de la ciudad de Sevilla, ligado y no ligado a propiedades de su familia. Esto le viene de tradición familiar, pues su madre ya encargó en su tiempo la restauración del Pazo de Oca.
Una de las mayores restauraciones que ha llevado a cabo es la del barrio de San Bartolomé, ubicado en lo que fue la antigua judería de Sevilla. Este gran proyecto de recuperación arquitectónica comenzó a gestarse con las primeras compras de inmuebles en 1980 y se finalizó oficialmente en 2012, teniendo una duración total de 32 años. El antiguo barrio se volvió en un relevante núcleo comercial y hostelero de la ciudad de Sevilla, encabezado por su pieza maestra: el Hotel Las Casas de la Judería.
Segorbe también dirige obras en la Casa de Pilatos: restauración de bienes muebles (pinturas, esculturas y artesonados) y redecoración de varios salones de dicho palacio. Si bien Ignacio Medina ejerce funciones de arquitecto y restaurador, nunca ha cursado los estudios superiores relativos a estas dos disciplinas.

## Distinciones
Ignacio Medina es conocido por ser el actual titular del ducado de Segorbe, pero esta no es la única distinción de la cual es o ha sido poseedor.

### Otros títulos
- lii conde de Ampurias - Cedido en favor de su hija María en 2006.
- xix conde de Rivadavia (desde 2003)
- xvi conde de Ricla - Cedido en favor de su hija Luna en 2006.

En el B.O.E. del día 24 de febrero de 2015 Ignacio solicita doce y en el B.O.E. del 23 de marzo de 2015 solicita 20 Títulos sin Grandeza en virtud de la sucesión por distribución realizada por su madre antes de fallecer. Entre ellos, los condados de Concentaina, el condado de Medellín, el cordobés marquesado de Villafranca, el marquesado de Pallars o el condado de Buendía. En cambio, su sobrino Marco de Hohenlohe sucedería en los diez títulos con Grandeza de España de la familia.

### Premios
- 2013: Premio Rafael Manzano Martos de Nueva Arquitectura Tradicional, que concede la Fundación Culturas Constructivas Tradicionales, por su destacada labor en la conservación del patrimonio arquitectónico y urbano desde el respeto por sus formas y soluciones tradicionales.[13]

## Títulos y tratamientos
| ● 1947-1969:     | Ilustrísimo señor don Ignacio Medina y Fernández de Córdoba                     |
| ● 1969-presente: | Excelentísimo señor don Ignacio Medina y Fernández de Córdoba, duque de Segorbe |

### Ducados
- XIX Duque de Segorbe, grande de España desde 1969- Por cesión de su madre, la duquesa de Medinaceli.

### Condados
- XII Conde de Moriana del Río desde 1969 - Por cesión de su madre, la duquesa de Medinaceli. En 1987 se lo cedió a su madre .

- LIII Conde de Ampurias desde 1987 - Por cesión de su madre,la duquesa de Medinaceli. En 2006 se lo cedió a su hija Sol.

- XX Conde de Rivadavia desde 2003.

- XVI Conde de Ricla desde 1991 - Por cesión de su madre,la duquesa de Medinaceli. En 2006 se lo cedió a su hija Luna.

## Ancestros
|  |                                                                         |  |  |  |  |  |  |  |  |  |  |  |  |  |  |  |
|  | 8. Francisco de Asís de Medina y Esquivel                               |  |  |  |  |  |  |  |  |  |  |  |  |  |  |  |
|  |                                                                         |  |  |  |  |  |  |  |  |  |  |  |  |  |  |  |
|  |                                                                         |  |  |  |  |  |  |  |  |  |  |  |  |  |  |  |
|  | 4. Luis de Medina y Garvey                                              |  |  |  |  |  |  |  |  |  |  |  |  |  |  |  |
|  |                                                                         |  |  |  |  |  |  |  |  |  |  |  |  |  |  |  |
|  |                                                                         |  |  |  |  |  |  |  |  |  |  |  |  |  |  |  |
|  | 9. María de los Dolores de Garvey y Capdedón                            |  |  |  |  |  |  |  |  |  |  |  |  |  |  |  |
|  |                                                                         |  |  |  |  |  |  |  |  |  |  |  |  |  |  |  |
|  |                                                                         |  |  |  |  |  |  |  |  |  |  |  |  |  |  |  |
|  | 2. Rafael de Medina y Vilallonga                                        |  |  |  |  |  |  |  |  |  |  |  |  |  |  |  |
|  |                                                                         |  |  |  |  |  |  |  |  |  |  |  |  |  |  |  |
|  |                                                                         |  |  |  |  |  |  |  |  |  |  |  |  |  |  |  |
|  | 10. José de Villalonga y Gipuló                                         |  |  |  |  |  |  |  |  |  |  |  |  |  |  |  |
|  |                                                                         |  |  |  |  |  |  |  |  |  |  |  |  |  |  |  |
|  |                                                                         |  |  |  |  |  |  |  |  |  |  |  |  |  |  |  |
|  | 5. Amelia Vilallonga Ybarra                                             |  |  |  |  |  |  |  |  |  |  |  |  |  |  |  |
|  |                                                                         |  |  |  |  |  |  |  |  |  |  |  |  |  |  |  |
|  |                                                                         |  |  |  |  |  |  |  |  |  |  |  |  |  |  |  |
|  | 11. Rafaela de Ybarra y Arámbarri                                       |  |  |  |  |  |  |  |  |  |  |  |  |  |  |  |
|  |                                                                         |  |  |  |  |  |  |  |  |  |  |  |  |  |  |  |
|  |                                                                         |  |  |  |  |  |  |  |  |  |  |  |  |  |  |  |
|  | 1. Ignacio Medina y Fernández de Córdoba, xix duque de Segorbe          |  |  |  |  |  |  |  |  |  |  |  |  |  |  |  |
|  |                                                                         |  |  |  |  |  |  |  |  |  |  |  |  |  |  |  |
|  |                                                                         |  |  |  |  |  |  |  |  |  |  |  |  |  |  |  |
|  | 12. Luis Fernández de Córdoba y Pérez de Barradas                       |  |  |  |  |  |  |  |  |  |  |  |  |  |  |  |
|  |                                                                         |  |  |  |  |  |  |  |  |  |  |  |  |  |  |  |
|  |                                                                         |  |  |  |  |  |  |  |  |  |  |  |  |  |  |  |
|  | 6. Luis Jesús Fernández de Córdoba y Salabert, xvii duque de Medinaceli |  |  |  |  |  |  |  |  |  |  |  |  |  |  |  |
|  |                                                                         |  |  |  |  |  |  |  |  |  |  |  |  |  |  |  |
|  |                                                                         |  |  |  |  |  |  |  |  |  |  |  |  |  |  |  |
|  | 13. Casilda Remigia de Salabert y Arteaga                               |  |  |  |  |  |  |  |  |  |  |  |  |  |  |  |
|  |                                                                         |  |  |  |  |  |  |  |  |  |  |  |  |  |  |  |
|  |                                                                         |  |  |  |  |  |  |  |  |  |  |  |  |  |  |  |
|  | 3. Victoria Eugenia Fernández de Córdoba, xviii duquesa de Medinaceli   |  |  |  |  |  |  |  |  |  |  |  |  |  |  |  |
|  |                                                                         |  |  |  |  |  |  |  |  |  |  |  |  |  |  |  |
|  |                                                                         |  |  |  |  |  |  |  |  |  |  |  |  |  |  |  |
|  | 14. Ignacio Fernández de Henestrosa y Ortiz de Mioño                    |  |  |  |  |  |  |  |  |  |  |  |  |  |  |  |
|  |                                                                         |  |  |  |  |  |  |  |  |  |  |  |  |  |  |  |
|  |                                                                         |  |  |  |  |  |  |  |  |  |  |  |  |  |  |  |
|  | 7. Ana María Fernández de Henestrosa                                    |  |  |  |  |  |  |  |  |  |  |  |  |  |  |  |
|  |                                                                         |  |  |  |  |  |  |  |  |  |  |  |  |  |  |  |
|  |                                                                         |  |  |  |  |  |  |  |  |  |  |  |  |  |  |  |
|  | 15. Francisca de Borja Gayoso de los Cobos y Sevilla                    |  |  |  |  |  |  |  |  |  |  |  |  |  |  |  |
|  |                                                                         |  |  |  |  |  |  |  |  |  |  |  |  |  |  |  |
|  |                                                                         |  |  |  |  |  |  |  |  |  |  |  |  |  |  |  |

| Predecesor: Victoria Eugenia Fernández de Córdoba y Fernández de Henestrosa | Duque de Segorbe 1969 - Presente | Sucesor: En el cargo                                   |
| Predecesor: Ignacio Fernández de Henestrosa y Gayoso de los Cobos           | Conde de Rivadavia 2003-presente | Sucesor: En el cargo                                   |
| Predecesor: Victoria Eugenia Fernández de Córdoba y Fernández de Henestrosa | Conde de Ampurias 1987 - 2006    | Sucesor: Sol María Blanca de Medina y Orleans-Braganza |
| Predecesor: Victoria Eugenia Fernández de Córdoba y Fernández de Henestrosa | Conde de Ricla 2003 - 2006       | Sucesor: Ana Luna de Medina y Orleans-Braganza         |